# Baýramnyýaz Berdiýew
Baýramnyýaz Berdiýew (RSS de Turkmenistán; 13 de septiembre de 1974) es un exfutbolista y entrenador de fútbol de Turkmenistán que jugaba en la posición de guardameta.

## Carrera

### Club
| Periodo   | Club               |
| --------- | ------------------ |
| 1991      | Köpetdag Aşgabat   |
| 1991-1995 | FC Ahal            |
| 1996      | Dasogus            |
| 1997–1999 | Nisa Aşgabat       |
| 2000      | Köpetdag Aşgabat   |
| 2001–2004 | FC Esil Bogatyr    |
| 2004      | Nebitçi Balkanabat |
| 2005      | FC Ordabasy        |
| 2006–2007 | Qyzylqum Zarashfan |
| 2008      | FC Aşgabat         |
| 2008      | Shurtan Guzar      |
| 2009      | Navbahor Namangan  |

### Selección nacional
Jugó para Turkmenistán en 28 ocasiones del 2000 al 2010, participó en la Copa Asiática 2004 y en la Copa Desafío de la AFC 2010.

## Logros
- Ýokary Liga (3): 1998-99, 2004, 2008
- Copa de Turkmenistán (3): 1995, 1998, 2004
- Supercopa de Turkmenistán (1): 2008